# Autorité (sciences de l'information)
Pour les articles homonymes, voir Autorité (homonymie).
 (décembre 2016).
En science de l'information, une autorité (ou notice d'autorité ou forme d'autorité) sert à identifier sans ambiguïté des personnes ou d'autres concepts, et à faciliter la recherche dans les catalogues de bibliothèques.
Une autorité est composée au minimum d'une forme retenue[pas clair], « faisant autorité », d'où son nom calqué sur l'expression anglaise d'origine, « authority control ».

## Origine et évolutions
L'origine des autorités remonte aux catalogues des bibliothèques. Elles sont d'abord des livres imprimés, puis des fiches (cf. catalogues sur fiches). Dans ces deux cas, les documents sont généralement accessibles par trois index : titre, auteur et sujet. Les index auteur et sujet notamment regroupent des concepts pouvant adopter diverses dénominations : « Molière / Poquelin, Jean-Baptiste », « vélo / bicyclette », etc. Afin que tous les documents d'un auteur ou d'un sujet soient classés au même endroit dans les tiroirs du catalogue pour l'utilisateur, des renvois ont été introduits. Ainsi, la personne cherchant sous « Poquelin » doit trouver une note lui indiquant que tous les documents se trouvent sous « Molière ». De cette manière, cela évite à la bibliothèque de dupliquer à plusieurs endroits les fiches de références bibliographiques, ce qui poserait des problèmes de gestion — le simple fait d'avoir trois index titre, auteur et sujet implique déjà de répéter trois fois la même information.
Avec l'informatisation des systèmes et l'émergence des systèmes de gestion de bibliothèque (SGB) dans les années 1970, ce fonctionnement a d'abord été reproduit à l'identique sur des interfaces virtuelles : dans un catalogue informatisé, l'utilisateur peut feuilleter des index spécifiques en formulant une recherche ne comportant que les premières lettres du concept (ex. : « poquelin j »), et voir la liste de toutes les personnes, avec indication des formes retenues et des formes rejetées (renvois). En back-office, les autorités sont gérées au sein de notices spécifiques par les bibliothécaires.
Plus tardivement, dès les années 2000, les fonctionnalités de recherche avancée, dont la recherche par index, se sont vues marginalisées par le principe de la barre unique de recherche, à la suite du succès du modèle Google. Ceci s'explique notamment par une démocratisation de l'accès à la recherche d'information — conséquence directe de la démocratisation du web — ainsi qu'une montée en puissance des moteurs de recherche. Le rôle des autorités en bibliothèque tend donc à se transformer : les différentes formes d'un nom, au lieu d'être présentées en tant que renvois dans l'interface, sont directement et automatiquement indexées à toutes les notices bibliographiques liées à l'autorité en question. De fait, il n'est plus nécessaire de trouver en premier lieu la bonne forme du nom pour accéder aux documents : quelle que soit la forme recherchée, les documents sont directement accessibles.
Avec la publication en 2017 du Library Reference Model, le concept d'autorité est complètement revu selon un modèle d'entités-relations. Les personnes, ou autres concepts reliés à des notices bibliographiques, peuvent être décrits à l'instar des documents dans des notices (c'est-à-dire entités) à part entière, et non plus uniquement au moyen de formes retenues et rejetées. De nombreuses informations supplémentaires peuvent être saisies, telles que les membres de la famille d'une personne. Ces entités sont identifiées avant tout par des identifiants. Les différentes formes de noms sont représentées au moyen de l'entité spécifique nomen.

## Contenu d'une autorité
Une autorité se compose notamment des éléments suivants :
- la forme retenue, unique dans le système et faisant autorité (obligatoire). Exemple : « Molière (1622-1673) » ;
- les formes rejetées. Exemples : « Poquelin, Jean-Baptiste (1622-1673) », « Molière, Jean-Baptiste Poquelin de (1622-1673) ».

Certaines autorités sont multilingues ; dans ce cas, il peut donc y avoir une forme retenue par langue. Dans le catalogue, on affichera toujours pour un document la forme retenue de son auteur ou de son sujet. Celle-ci est unique et permet notamment de différencier deux homonymes, par l'ajout des dates de vie ou d'un autre qualificatif.

## Types d'autorités
Les notices d'autorité peuvent être utilisées pour identifier les personnes, les collectivités, les noms géographiques, les œuvres, les objets et les concepts.

## Domaines d'application
Les autorités sont utilisées dans les catalogues de bibliothèques, les fichiers, les bases de données et les systèmes d'information. Le catalogage méticuleux d'ouvrages permet aujourd'hui d'améliorer les notices d'autorité, notamment en identifiant les doublons et en les signalant aux bibliothèques concernées, notamment la BnF.
Initialement utilisées dans les bibliothèques, les autorités sont également employées dans la description des documents d'archives ou dans la gestion des droits numériques.